# Kem Sokha
Kem Sokha (tiếng Khmer: កឹម សុខា; sinh ngày 27 tháng 6 năm 1953) là một chính trị gia và nhà hoạt động người Campuchia. Ông hiện đang giữ chức vụ Chủ tịch Đảng Cứu quốc Campuchia (Cambodia National Rescue Party, viết tắt CNRP). Ông từng là Lãnh đạo thiểu số, nghị sĩ đối lập có bậc cao nhất, của Quốc hội Campuchia từ tháng 12 năm 2016 đến tháng 1 năm 2017, trước đó là Phó Chủ tịch Thứ nhất Quốc hội từ tháng 8 năm 2014 đến tháng 10 năm 2015. Ông là đại biểu Quốc hội đại diện cho Kampong Cham từ năm 2008. Từ năm 2007 đến năm 2012, Sokha là lãnh đạo của Đảng Nhân quyền Campuchia, một đảng chính trị do chính ông sáng lập.
Ngày 3 tháng 9 năm 2017, ông bị bắt với cáo buộc phản quốc, thông đồng với người nước ngoài lên một kế hoạch bí mật lật đổ Chính phủ hợp pháp ở Campuchia. Hiện tại ông đang ngồi tù ở trung tâm giam giữ ở tỉnh Tboung Khmum.

## Giáo dục
Kem Sokha có bằng Thạc sĩ khoa học ngành Hóa sinh từ Đại học Hóa kỹ thuật Praha, Cộng hòa Czech và một bằng luật từ Đại học Kinh tế-Luật Hoàng gia, Phnôm Pênh, Campuchia.